# Liubov, Solone
Liubov (în ucraineană Любов) este un sat în comuna Bașmacika din raionul Solone, regiunea Dnipropetrovsk, Ucraina.

## Demografie
Componența lingvistică a localității Liubov
     Ucraineană (100%)
Conform recensământului din 2001, toată populația localității Liubov era vorbitoare de ucraineană (100%).